# Lịch sử kính viễn vọng

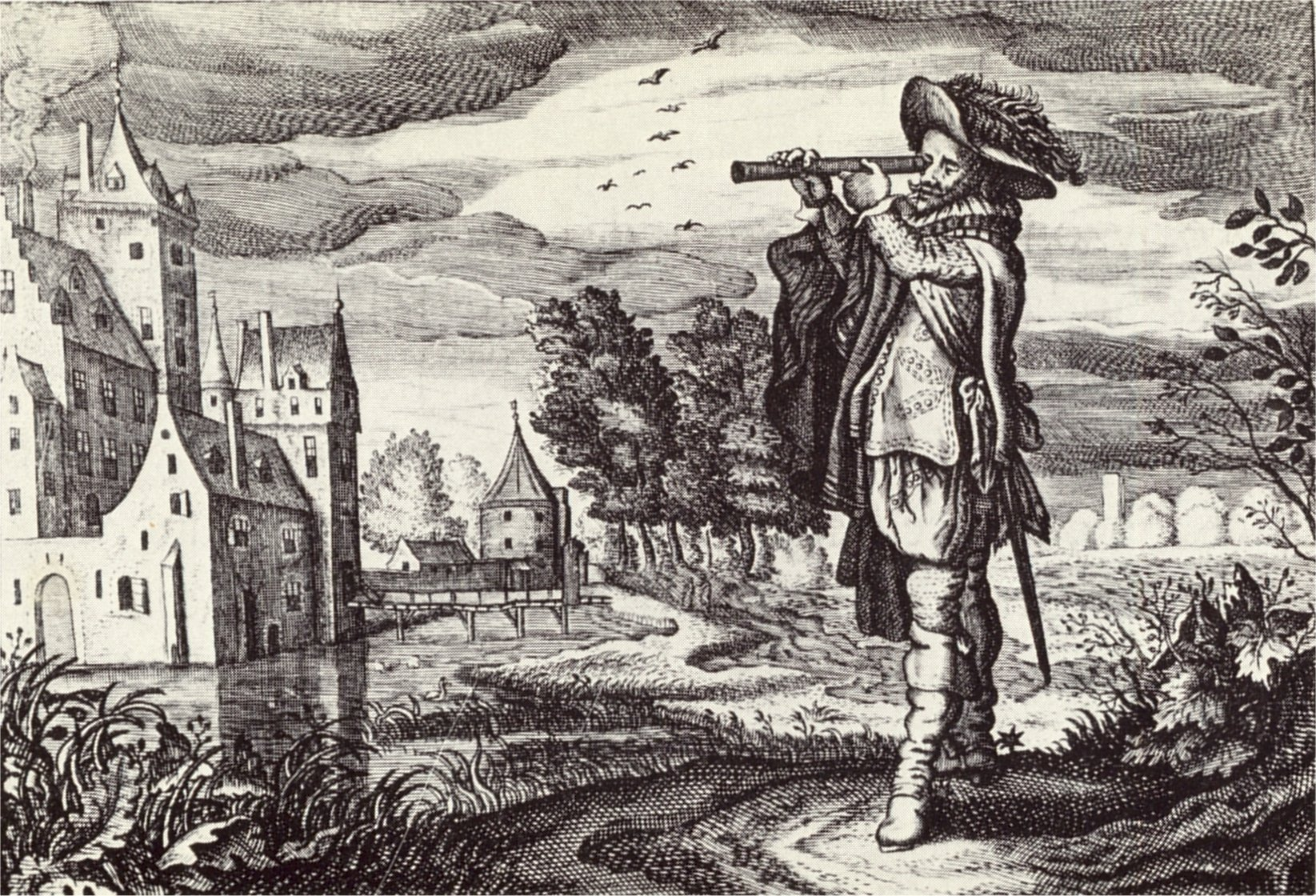
Mô tả ban đầu của "kính thiên văn Hà Lan" từ năm 1624.

Lịch sử kính viễn vọng có thể được tìm thấy các dấu vết đầu tiên từ trước khi kính viễn vọng đầu tiên được phát minh năm 1608 tại Hà Lan, khi đó bằng phát minh được trao cho Hans Lippershey, một nhà sản xuất kính mắt. Mặc dù Lippershey không nhận được bằng sáng chế của mình, nhưng tin tức về phát minh này đã sớm lan rộng khắp châu Âu. Thiết kế của những đầu kính thiên văn khúc xạ bao gồm một ống kính kính vật lồi và một thị kính lõm. Galileo đã cải tiến thiết kế này vào năm sau và áp dụng nó vào thiên văn học. Năm 1611, Johannes Kepler mô tả cách tạo ra một kính thiên văn hữu ích hơn rất nhiều với một vật kính lồi và một thấu kính thị kính lồi. Đến năm 1655, các nhà thiên văn học như Christiaan Huygens đã chế tạo kính thiên văn Kepler mạnh hơn nhiều nhưng khó sử dụng với thị kính được ghép nối.
Isaac Newton được coi như người đầu tiên chế tạo ra kính viễn vọng phản xạ năm 1668 với thiết kế bao gồm một gương phẳng chéo nhỏ dùng để phản xạ ánh sáng đến thị kính gắn vào cạnh của kính. Năm 1672, Laurent Cassegrain đưa ra bản thiết kế kính phản xạ với một gương lồi nhỏ thứ cấp phản xạ ánh sáng qua lỗ trung tâm của gương chính.
Thấu kính achromatic, giúp giảm đáng kể quang sai màu trong vật kính và cho phép các kính thiên văn ngắn hơn và hoạt động tốt hơn, lần đầu tiên xuất hiện trên kính thiên văn năm 1733 do Chester Moore Hall chế tạo, nhưng ông không công bố nó. John Dollond biết đến phát minh của Hall  và bắt đầu sản xuất kính thiên văn sử dụng thấu kính này với số lượng lớn, bắt đầu từ năm 1758.
Những phát triển quan trọng trong kính thiên văn phản xạ là việc John Hadley sản xuất những chiếc gương hình parabol lớn hơn vào năm 1721; quy trình tráng bạc gương kính do Léon Foucault đưa ra năm 1857; và việc áp dụng các lớp phủ nhôm rất bền trên gương phản xạ vào năm 1932. Biến thể Ritchey-Chretien của gương phản xạ Cassegrain được phát minh vào khoảng năm 1910, nhưng không được chấp nhận rộng rãi cho đến sau năm 1950; nhiều kính thiên văn hiện đại bao gồm cả Kính viễn vọng Không gian Hubble sử dụng thiết kế này, mang lại trường quan sát rộng hơn so với kính viễn vọng Cassegrain cổ điển.
Trong giai đoạn 1850–1900, gương phản xạ gặp phải vấn đề với gương kim loại mỏ vịt, và một số lượng đáng kể "Vật phản xạ lớn" đã được chế tạo từ 60 khẩu độ cm đến 1 mét, đỉnh cao là khúc xạ của Đài thiên văn Yerkes vào năm 1897; tuy nhiên, bắt đầu từ đầu những năm 1900, một loạt các gương phản xạ lớn hơn bao giờ hết với gương kính đã được chế tạo, bao gồm Mount Wilson 60 inch (1,5 mét), 100 inch (2,5 mét) Hooker Telescope (1917) và 200 inch (5 mét) Kính thiên văn Hale (1948); về cơ bản tất cả các kính thiên văn nghiên cứu lớn kể từ năm 1900 đều là kính phản xạ. Một số kính thiên văn loại 4 mét (160 inch) được chế tạo trên các địa điểm có độ cao vượt trội bao gồm Hawaii và sa mạc Chile trong thời kỳ 1975–1985. Sự phát triển của giá đỡ góc thay thế được điều khiển bằng máy tính trong những năm 1970 và quang học hoạt động trong những năm 1980 đã cho phép một thế hệ kính thiên văn mới thậm chí còn lớn hơn, bắt đầu với kính thiên văn Keck 10 mét (400 inch) vào năm 1993/1996, và một số kính thiên văn 8 mét bao gồm Kính viễn vọng Rất lớn ESO, Đài quan sát Gemini và Kính viễn vọng Subaru.
Kỷ nguyên của kính viễn vọng vô tuyến (cùng với thiên văn học vô tuyến) ra đời với khám phá tình cờ của Karl Guthe Jansky về nguồn vô tuyến thiên văn vào năm 1931. Nhiều loại kính thiên văn đã được phát triển trong thế kỷ 20 cho một loạt các bước sóng từ vô tuyến đến tia gamma. Sự phát triển của các đài quan sát không gian sau năm 1960 cho phép khả năng tiếp cận một số dải sóng không thể quan sát từ mặt đất, bao gồm tia X và dải hồng ngoại với bước sóng dài hơn.

## Kính viễn vọng quang học

### Nền tảng quang học

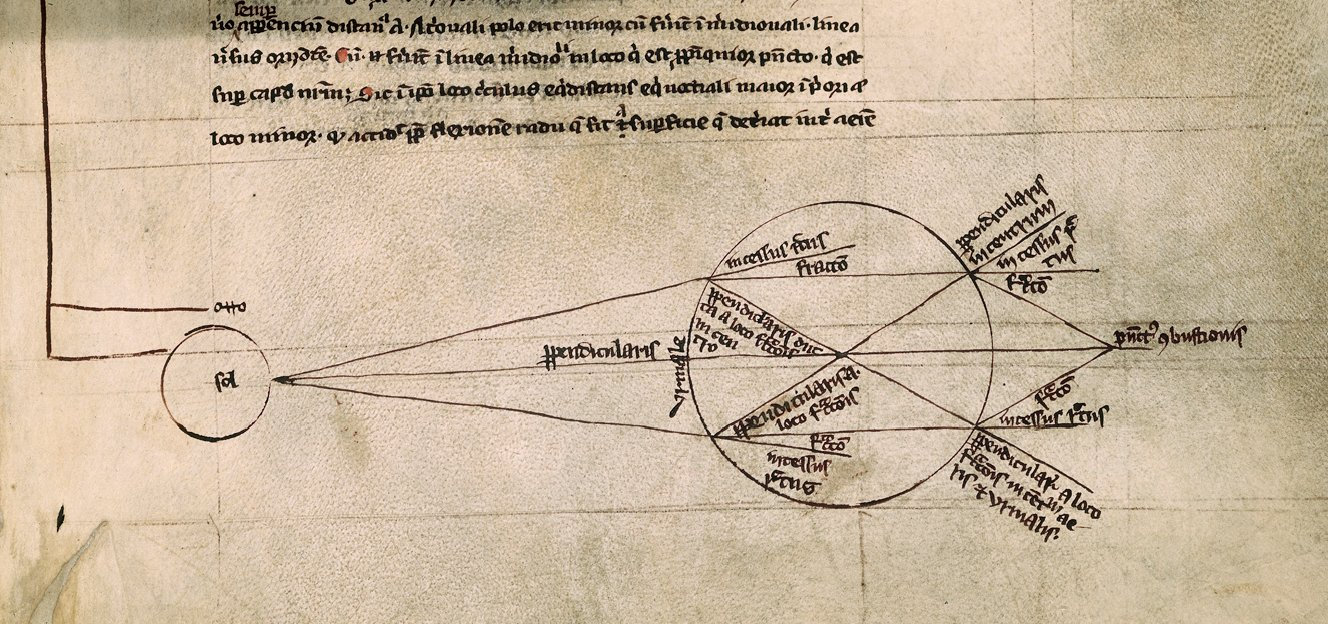
Sơ đồ quang học cho thấy ánh sáng bị khúc xạ qua một hộp thủy tinh hình cầu chứa đầy nước, của Roger Bacon, De Multilicatione specierum

Các vật thể giống như thấu kính được tìm thấy đã có niên đại 4000 năm mặc dù vẫn chưa biết liệu chúng được sử dụng cho các đặc tính quang học hay chỉ dùng để trang trí. Các tài liệu của người Hy Lạp về tính chất quang học của các quả cầu chứa đầy nước (thế kỷ thứ 5 TCN), sau đó là nhiều thế kỷ viết về quang học, bao gồm cả Ptolemy (thế kỷ thứ 2) trong cuốn Quang học của ông, người đã viết về các đặc tính của ánh sáng bao gồm phản xạ, khúc xạ và màu sắc, tiếp theo của Ibn Sahl (thế kỷ 10) và Ibn Al-Haytham (thế kỷ 11).
Việc sử dụng thấu kính trên thực tế bắt đầu từ việc sản xuất và sử dụng kính mắt rộng rãi ở miền Bắc nước Ý bắt đầu từ cuối thế kỷ 13. Nicholas of Cusa phát minh ra việc sử dụng thấu kính lõm để điều chỉnh tật cận thị vào năm 1451.

### Sự phát minh

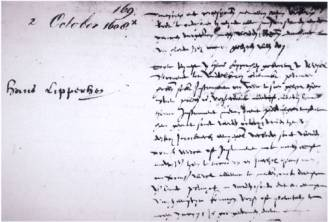
Ghi chú về việc Hans Lippershey đã yêu cầu cấp bằng sáng chế về kính thiên văn, nhưng không thành công vào năm 1608

Ghi chép đầu tiên về kính thiên văn đến từ Hà Lan vào năm 1608. Nó nằm trong một bằng sáng chế do nhà sản xuất kính mắt ở Middelburg, Hans Lippershey đệ trình lên Quốc hội Hà Lan vào ngày 2 tháng 10 năm 1608 cho kính mắt của ông " vì có thể nhìn mọi thứ ở xa như thể chúng đang ở gần ". Vài tuần sau, một nhà sản xuất kính mắt người Hà Lan khác, Jacob Metius cũng nộp đơn xin cấp bằng sáng chế. Quốc hội Hà Lan đã không trao bằng sáng chế cho Lippershey vì kiến thức về thiết bị này dường như đã được phổ biến  nhưng chính phủ Hà Lan đã trao cho Lippershey một hợp đồng về các bản sao thiết kế của ông.
Các kính thiên văn ban đầu của Hà Lan được cấu tạo bởi một thấu kính lồi và thấu kính lõm - những kính thiên văn được chế tạo theo cách này không làm đảo ngược hình ảnh. Thiết kế ban đầu của Lippershey chỉ có độ phóng đại 3x. Kính viễn vọng dường như đã được sản xuất ở Hà Lan với số lượng đáng kể ngay sau ngày của "phát minh" này, và nhanh chóng được phổ biến trên khắp châu Âu.

#### Tuyên bố về những phát minh đầu tiên

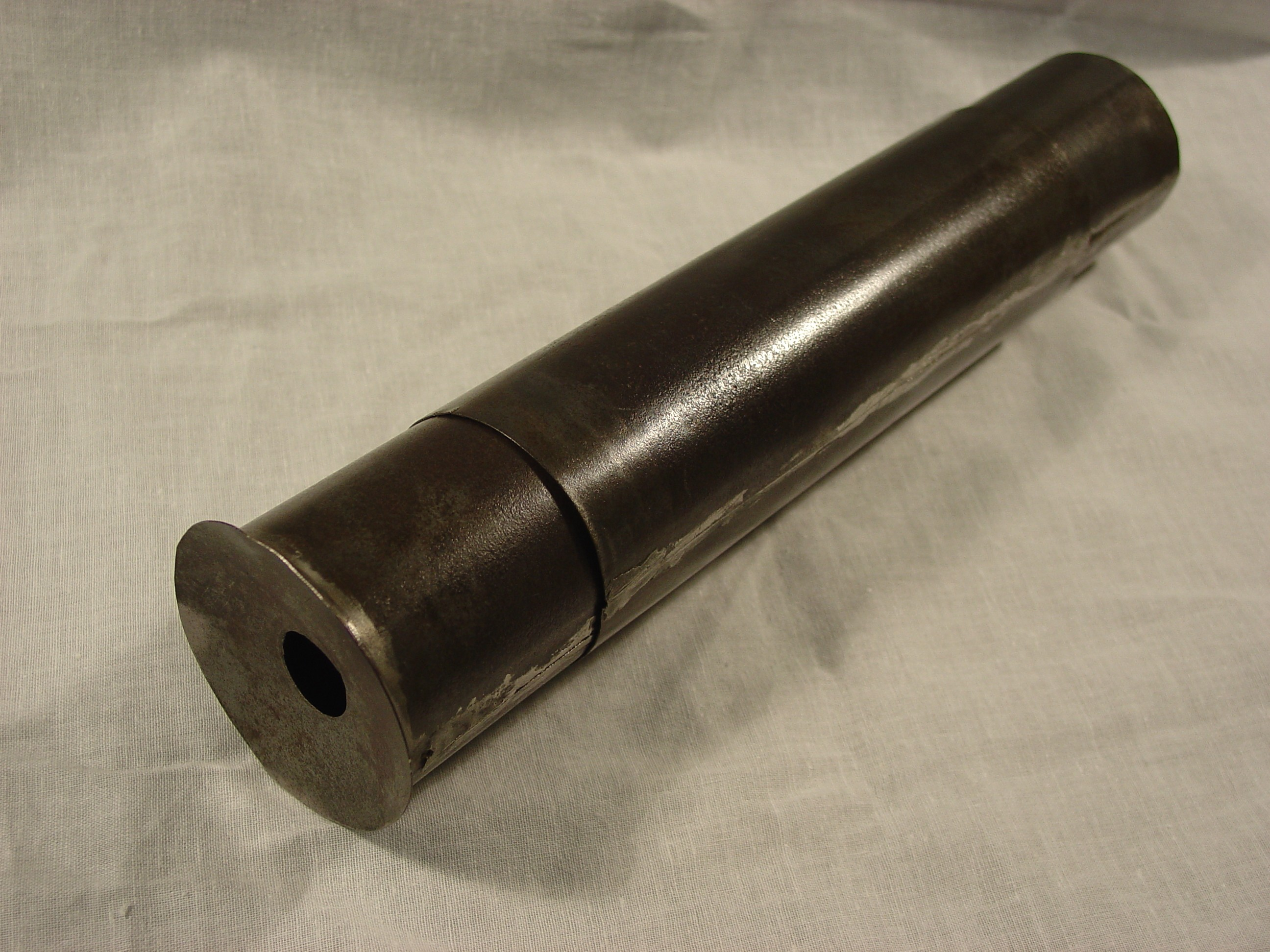
Bản sao của một trong bốn thiết bị quang học mà Zacharias Snijder tuyên bố vào năm 1841 là những kính thiên văn ban đầu do Zacharias Janssen chế tạo. Chức năng thực sự và tác giả của nó đã gây ra tranh cãi trong nhiều năm.

Năm 1655, nhà ngoại giao Hà Lan William de Boreel đã cố gắng giải đáp bí ẩn về người đã phát minh ra kính thiên văn. Ông đã nhờ một thẩm phán địa phương ở Middelburg theo dõi những hồi ức về thời thơ ấu và những năm đầu trưởng thành của Boreel về một nhà sản xuất kính thiên văn tên là "Hans", người mà ông nhớ đến là người phát minh ra kính thiên văn. Thẩm phán đã được liên lạc với một người yêu cầu bồi thường vô danh, Johannes Zachariassen, nhà sản xuất kính Middelburg, người đã làm chứng rằng cha của ông, Zacharias Janssen đã phát minh ra kính viễn vọng và kính hiển vi vào đầu năm 1590. Lời khai này có vẻ thuyết phục đối với Boreel, người bây giờ nhớ lại rằng Zacharias và cha anh, Hans Martens, hẳn là những người anh nhớ. Kết luận của Boreel rằng Zacharias Janssen đã phát minh ra kính thiên văn đi trước một nhà sản xuất kính thiên văn khác, Hans Lippershey, đã được Pierre Borel thông qua trong cuốn sách năm 1656 của ông De vero telescopii. Sự khác biệt trong cuộc điều tra của Boreel và lời khai của Zachariassen (bao gồm việc Zachariassen trình bày sai ngày sinh và vai trò của mình trong phát minh) đã khiến một số nhà sử học coi tuyên bố này là đáng ngờ. Tuyên bố về "Janssen" sẽ tiếp tục trong nhiều năm và được thêm vào với Zacharias Snijder vào năm 1841 trình bày 4 ống sắt có thấu kính trong đó được cho là 1590 ví dụ về kính thiên văn của Janssen  và sử gia Cornelis de Waard 's năm 1906 tuyên bố rằng Người đàn ông đã cố gắng bán một chiếc kính thiên văn bị hỏng cho nhà thiên văn học Simon Marius tại Hội chợ Sách Frankfurt năm 1608 chắc hẳn là Janssen.